# Leuglay
Leuglay – miejscowość i gmina we Francji, w regionie Burgundia-Franche-Comté, w departamencie Côte-d’Or.
Według danych na rok 1990 gminę zamieszkiwało 448 osób, a gęstość zaludnienia wynosiła 18 osób/km² (wśród 2044 gmin Burgundii Leuglay plasuje się na 496. miejscu pod względem liczby ludności, natomiast pod względem powierzchni na miejscu 292.).